# Bonnières-sur-Seine
Bonnières-sur-Seine är en kommun i departementet Yvelines i regionen Île-de-France i norra Frankrike. Kommunen ligger i kantonen Bonnières-sur-Seine som tillhör arrondissementet Mantes-la-Jolie. År 2022 hade Bonnières-sur-Seine 5 077 invånare.

## Befolkningsutveckling
Antalet invånare i kommunen Bonnières-sur-Seine
| Referens: INSEE |